# Gábor Tánczos

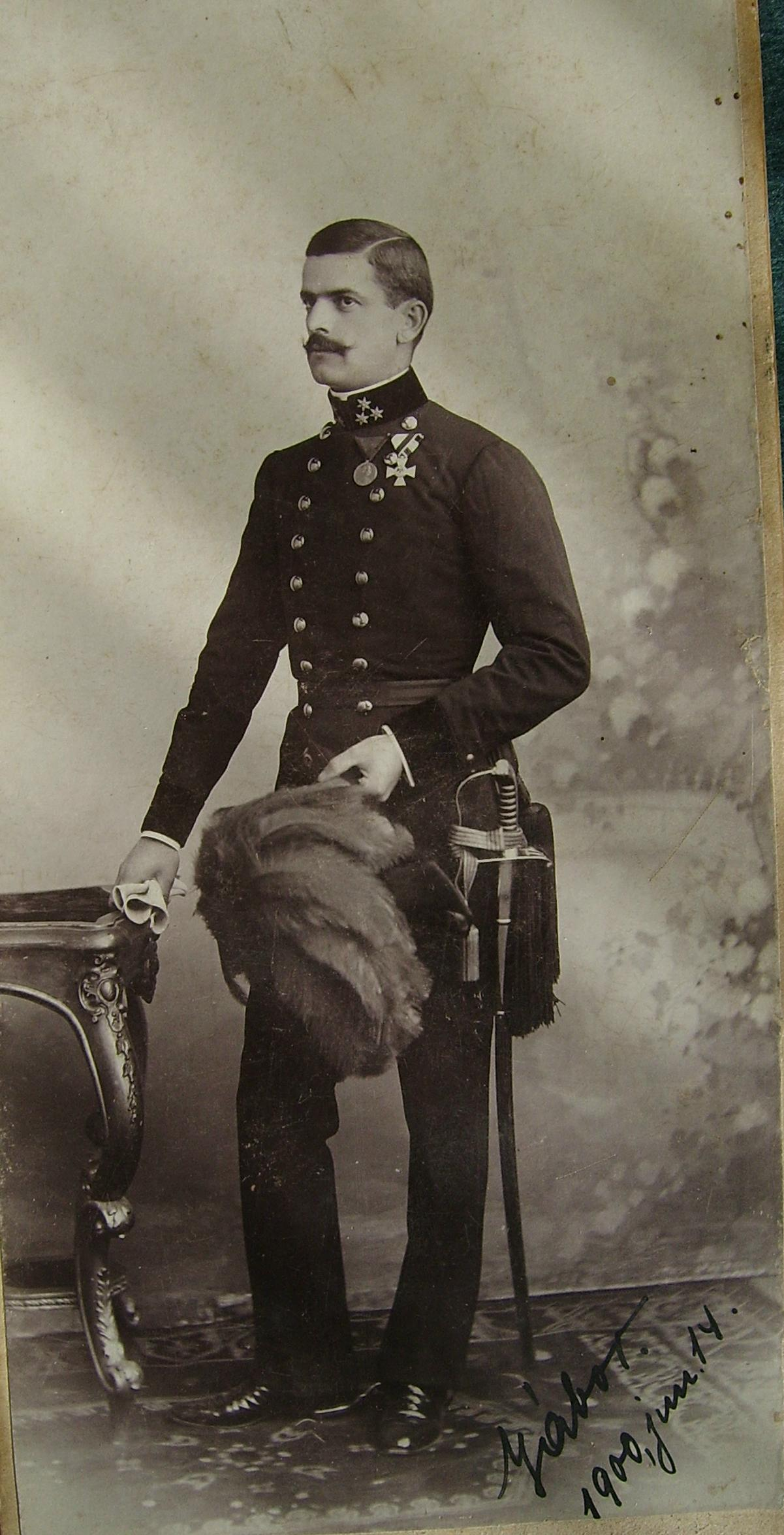
Gábor Tánczos in 1900

Gábor Tánczos (Boedapest, 22 januari 1872 - Hajdúnánás, 11 augustus 1953) was een Hongaars politicus die in 1919 enkele dagen waarnemend minister van Buitenlandse Zaken was in de regering-Friedrich. 
Van 1907 tot 1909 was hij militair attaché in Belgrado, van 1914 tot 1915 in Athene en van 1915 tot 1916 in Boekarest. Aan het einde van de Eerste Wereldoorlog diende hij als adjudant van keizer-koning Karel I van Oostenrijk. Hij was commissaris voor het vastleggen van de Hongaars-Tsjecho-Slovaakse grens.